# Liste der Schüler Johann Sebastian Bachs
Diese Liste der Schüler Johann Sebastian Bachs verzeichnet alle Schüler des Barockkomponisten. Sie folgt der Zusammenstellung durch Bernd Koska. Sie hält sich auch an dessen Einteilung in drei Kategorien: Gesicherte Schüler, Vermutliche Schüler und Vermeintliche Schüler. Aufgelistet sind nur Privatschüler, also nicht etwa Thomaner oder Kinder Bachs.

## Gesicherte Schüler
- Johann Friedrich Agricola (1720–1774)
- Johann Christoph Altnikol (1720–1759)
- Johann Bernhard Bach der Jüngere (1700–1743)
- Johann Lorenz Bach (1695–1773)
- Johann Wilhelm Cunis (1725–1796)
- Heinrich Abraham von Boyneburg (1713–nach 1776?)
- Johann Friedrich Doles (1715–1797)
- Johann Christoph Dorn (1707–1785)
- Johann Friedrich Drobisch (1723–1762)
- Friedrich Gottlob Fleischer (1722–1806)
- Karl August Folger (1730–1758)
- Johann Martin Frauer (1714–1769)
- Siegismund Freudenberg (1704–nach 1731)
- Christoph Gottlob Fritzsche (1725–nach 1748)
- Christian Friedrich Gabler (1730–1800)
- Heinrich Nikolaus Gerber (1702–1775)
- Gottlieb Benjamin Geier (1710–1762)
- Samuel Gmelin (1695–1751)
- Johann Gottlieb Goldberg (1727–1756)
- Christian Heinrich Gräbner (um 1705–1769)
- Johann Michael Große (1713–1791)
- Johann Gottlieb Haase (1715–nach 1756)
- Carl Hartwig (1709–1750)
- Johann Heinrich Heil (1706–1764)
- Johann Georg Heinrich (1721–nach 1744)
- Adam Friedrich Wilhelm von Jagemann (1695–1714)
- Bernhard Christian Kayser (1705–1758)
- Johann Jacob Kieser (1703–1762)
- Johann Christian Kittel (1732–1809)
- Johann Philipp Kirnberger (1721–1783)
- Philipp David Kräuter (1690–1741)
- Johann Ludwig Krebs (1713–1780)
- Johann Tobias Krebs (1690–1762)
- Hinrich Conrad Kreising (?–1771)
- Bernhard Dietrich Ludewig (1707–1740)
- Lorenz Christoph Mizler (1711–1778)
- Johann Gottfried Müthel (1728–1788)
- Gottlieb Daniel Naumann (1710–1782)
- David Nicolai (1702–1764)
- Gottlob Ludwig Raden (1718–1764)
- Johann Christoph Ritter (1715–1767)
- Christian Friedrich Schemelli (1713–1761)
- Peter Schimert (1712–1785)
- Johann Schneider (1702–1788)
- Johann Martin Schubart (1690–1721)
- Johann Georg Schübler (um 1725–nach 1755)
- Georg Heinrich Ludwig Schwanberg (1696–1774)
- Johann Friedrich Schweinitz (1708–1780)
- Gerhard Rudolph Albrecht Sievers (1709–nach 1746)
- Paul Christian Stolle (1706–1779/80)
- Rudolf Straube (1717–um 1780)
- Martin Tessmer (1720–1775)
- Christoph Transchel (1721–1800)
- Johann Caspar Vogler (1696–1763)
- Johann Georg Voigt (1728–1765)
- Georg Gottfried Wagner (1698–1756)
- Friedrich Gottlieb Wild (um 1706–1762?)
- Christian Gottlob Wunsch (1720–1754)
- Eugen Wenzel von Würben (1728–1798/90)
- Johann Heinrich Zang (1733–1811)
- Johann Gotthilf Ziegler (1688–1747)

## Vermutliche Schüler
- Carl Friedrich Abel (1723–1787)
- Johann Elias Bach (1705–1755)
- Johann Ernst Bach (1722–1777)
- Johann Heinrich Bach (1707–1783)
- Samuel Anton Jacob Bach (1713–1781)
- Johann Nathanael Bammler (1722–1784)
- Carl Friedrich Barth (1734–1813)
- Christian Samuel Barth (1735–1809)
- Johann Christoph Baumgarten (1687–1772)
- Johann Becker (1726–1804)
- Christoph Birkmann (1703–1771)
- Johann Gottfried Böhme (1717–nach 1743)
- Cornelius Heinrich Dretzel (1697–1775)
- Georg Friedrich Einicke (1710–1770)
- Benjamin Gottlieb Faber (1721–nach 1783)
- Johann Francisci (1691–1758)
- Christoph Gottlieb Fröber (1704–1759)
- Johann Gottfried Fulde (1718–1796)
- Carl Gotthelf Gerlach (1704–1761)
- Johann Gottlieb Grahl (1703–1762)
- Jacob Ernst Hübner (um 1700–nach 1737)
- Salomon Günther John (1695–nach 1745)
- Johann Tobias Krebs (1690–1762)
- Carl Friedrich Ernst von Lyncker (1726/27–1801)
- Wilhelm Ferdinand von Lyncker (1687–1713)
- Johann Wilhelm Machts (1724–1805)
- Friedrich Wilhelm Marpurg (1718–1795)
- Friedrich Christian Samuel Mohrheim (1719–1780)
- Maximilian Nagel (1712–1748)
- Christoph Nichelmann (1717–1762)
- Georg Heinrich Noah (1716–1762)
- Johann Gottfried Nützer (1709–1780)
- Otto Friedrich Räder (1694–1736)
- Johann Balthasar Reimann (1702–1749)
- Johann Ludwig Anton Rust (1721–1785)
- Johann Jacob Sauter (1707–1741)
- Balthasar Schmid (1705–1749)
- Johann Christoph Schmidt (1664–1728)
- Johann Caspar Simon (1701–1776)
- Johann Friedrich Wilhelm Sonnenkalb (1732–1785)
- Carl August Thieme (1721–1795)
- Johann Nikolaus Tischer (1707–1774)
- Christoph Gottlob Wecker (1700–1774)
- Johann Christian Weyrauch (1694–1771)

## Vermeintliche Schüler
- Leopold August Abel (1718–1794)
- Ludwig Siegfried Vitzthum von Eckstädt (1716–1777)
- Franz Ludwig von Dietrichstein (1715–1765)
- Johann Nicolaus Fabricius (1712–nach 1749)
- Adam Heyno Heinrich von Flemming (1716–1746)
- Theodor Christian Gerlach (1694–1768)
- Christian David Graff (1700–1774)
- Heinrich Ludwig Carl von Hochberg (1714–1755)
- Gottfried August Homilius (1714–1785)
- Johann Peter Kellner (1705–1772)
- Johann Sebastian Koch (1689–1757)
- Johann Wilhelm Koch (1704–1745)
- Johann Georg Kreising (vor 1722–nach 1753)
- Friedrich Rudolf Lüdecke (vor 1709–1758)
- Johann Nicolaus Mempel (1713–1747)
- Auguste Friderica de Monjou
- Louise Catherine de Monjou
- Johann Andreas Michael Nagel (1710–1788)
- Johann Christoph Oley (1738–1789)
- Christian Friedrich Penzel (1737–1801)
- Johann Gottlieb Preller (1727–1786)
- Ernst August von Sachsen-Weimar (1688–1748)
- Johann Ernst IV. von Sachsen-Weimar (1696–1715)
- Johann Adolf Scheibe (1708–1776)
- Johann Schmidt (1674–1746)
- Johann Christian Jacob Schmidt (um 1707–1768)
- Johann Michael Schmidt (1728–1799)
- Matthias Sojka (1740–1817)
- Johann Melchior Stockmar (1698–1747)
- Andreas Stollmann (um 1720–1771)
- Johann Trier (1716–1790)
- Johann Georg Voigt (1689–1766)
- Christian Leberecht Zimmermann (1737–1799)